# MDC (gruppo musicale)
Gli MDC sono un gruppo hardcore punk di Austin, nel Texas stabilitosi poi a San Francisco. L'impiego costante della sigla MDC nei titoli delle loro canzoni rende esplicite le loro idee anti-militariste, anti-imperialiste, contro la brutalità poliziesca, contro la religione e contro la cultura americana.
Dichiaratamente anarchico e votato all'autoproduzione, il quartetto non ha avuto vita facile, un po' a causa dell'instabilità dell'organico, un po' per la loro intransigenza; gli ostacoli comunque non hanno impedito al gruppo di farsi strada nel circuito sotterraneo e indipendente, grazie anche al carisma del cantante Dave Dictor.

## Storia del gruppo
La band nacque nel 1979 con il nome The Stains, e suonò il primo concerto nell'aprile del 1980, mentre nel 1981 venne registrato e pubblicato il primo singolo, contenente le canzoni John Wayne Was a Nazi e Born to Die, che nel successivo album vennero riprese e velocizzate.
Dopo aver cambiato nome in MDC, acronimo che assunse significati diversi per ogni album, nel 1982 la band si trasferì a San Francisco dove, grazie anche alla collaborazione con Jello Biafra dei Dead Kennedys, venne pubblicato Millions of Dead Cops, considerato un pilastro dell'Hardcore punk. Nello stesso anno organizzarono un tour in Europa con i Dead Kennedys grazie al quale gli MDC divennero famosi ed apprezzati anche fuori dagli Stati Uniti.
Nel 1983 venne pubblicato l'EP Multi-Death Corporations, distribuito negli USA dalla R Records e in Gran Bretagna dalla Crass Records. L'anno successivo fu messo in commercio un secondo EP Millions of Dead Children, conosciuto anche come Chicken Squawk.
Nel 1986 uscì Smoke Signals che, oltre ad avere influenze Rock anni '70, vede l'esordio di Gordon Fraser come chitarrista. L'anno successivo fu pubblicato Millions of Damn Christians, conosciuto anche con il nome This Blood's for you, mentre nel 1988 la band intraprese un tour europeo, durante il quale, nello show di Berlino, venne registrato un album live: Elvis - In The Rhineland/Live in Berlin 1988. Il tour fece tappa per la prima volta in Italia e a Torino la band si esibì nei locali del centro sociale El Paso Occupato.
I primi anni novanta videro il cambiamento della formazione della band e, nel 1991, l'uscita di un ennesimo album: Hey Cop! If I Had A Face Like Yours..., a cui parteciparono Bill Collins alla chitarra e, come bassista, Matt Freeman degli allora Operation Ivy.
Nel 1993 viene pubblicato il tanto acclamato Shades of Brown, al cui interno è compresa un'inaspettata traccia Hip Hop sul vegetarismo.
Negli anni seguenti gli MDC si dedicarono a lunghi tour sia negli Stati Uniti che in Europa, in seguito ai quali venne annunciato lo scioglimento "informale" della band. Ma nel 2000 la band venne riformata grazie al cantante Dave Dictor e nel 2004 fu pubblicato l'album Magnus Dominus Corpus. Attualmente il gruppo è impegnato in vari tour europei e americani.

## Significati dell'acronimo MDC
- Millions of Dead Cops: Milioni di Sbirri Morti.
- Multi-Death Corporations: Corporazioni di Morti Multiple.
- Millions of Dead Children: Milioni di Bambini Morti.
- More Dead Cops: Più Sbirri Morti.
- Millions of Damn Christians: Milioni di Cristiani Dannati.
- Metal Devil Cokes: Metalliche Cole Demoniache (riferito all'uscita della Coca Cola in lattina).
- Missile Destroyed Civilization: Civilizzazione Distrutta da un Missile.
- Magnus Dominus Corpus

## Componenti

### Formazione originale
- Dave Dictor - voce
- Ron Posner - chitarra
- Franco Mares - basso (morto il 28 dicembre 2009[2])
- Al Schvitz - batteria

## Formazione successiva
- Dave Dictor - voce
- Ron Posner - chitarra
- Michael Donaldson - basso (morto il 22 settembre 2007[3])
- Dejan Podobnik - batteria
- Brady Green - coro e voce di sottofondo

## Discografia

### Album in studio
- 1982 - Millions of Dead Cops
- 1986 - Smoke Signals
- 1987 - Millions of Damn Christians - This Blood's for You
- 1989 - Metal Devil Cokes
- 1991 - Hey Cop!!! If I Had a Face Like Yours...
- 1993 - Shades of Brown
- 2004 - Magnus Dominus Corpus

### Album live
- 1988 - Elvis - In the Rheinland

### Singoli ed EP
- 1981 - John Wayne Was a nazi (singolo registrato con il nome The Stains)
- 1983 - Multi-Death Corporations (EP)
- 1984 - Millions of Dead Children/Chicken Squawk (EP)

### Raccolte
- 1988 - More Dead Cops 1981-1987
- 2002 - Now More Than Ever

### Apparizioni in compilation
- 1984 - International P.E.A.C.E. Benefit Compilation
- 1993 - Faster & Louder: Hardcore Punk, Vol. 1